# Евглевский, Сергей Юрьевич
Серге́й Ю́рьевич Евгле́вский (укр. Сергій Юрійович Євглевський; род. 3 июня 1969, Черкассы) — советский и украинский футболист, выступавший на позициях нападающего и полузащитника.

## Биография
Воспитанник футбольной школы черкасского «Днепра», первый тренер — Валентин Вернигора. В 1987 году дебютировал в основной команде, выступавшей в соревнованиях коллективов физкультуры. В следующем году в составе черкащанан начал выступления во второй союзной лиге. В 1990—1991 годах проходил военную службу в киевском СКА, после чего вернулся в «Днепр». Летом 1994 года стал игроком «ЦСКА-Борисфена», однако в начале следующего года перешел в команду высшей лиги — «Прикарпатье». Дебютировал в элитном дивизионе 10 марта 1995 года, на 86-й минуте выездного матча против запорожского «Металлурга» заменив Тагира Фасахова. Также выступал в составе «Тысменицы», бывшей в то время фарм-клубом ивано-франковцев. Летом 1997 года стал игроком львовских «Карпат», возглавляемых Мироном Маркевичем. В составе команды стал бронзовым призёром чемпионата Украины и дошёл до финала Кубка. В сезоне 1999/00 годов в футболке «Карпат» сыграл 1 матч в Кубке УЕФА. Летом 2000 года стал игроком родного клуба «Черкассы». В 2001 году завершил футбольную карьеру в составе кировоградской «Звезды». По завершении выступлений вернулся в Черкассы

## Достижения
- Победитель Второй лиги чемпионата Украины: 1992/93
- Бронзовый призёр Чемпионата Украины: 1997/98